# Моффетт, Марк
Марк Моффетт (англ. Mark W. Moffett, род. 7 января 1958 года) — американский биолог, эколог, мирмеколог, научный сотрудник Национального музея естественной истории в Вашингтоне. Писатель, автор научно-популярных книг, макрофотограф.

## Биография
Моффетт родился в Салайде, штат Колорадо, где его отец был пресвитерианским священником. В детстве он интересовался насекомыми, а когда семья переехала в Висконсин, он посещал собрания Висконсинского герпетологического общества, где в свои 12 лет он был самым молодым членом. Несмотря на то, что Моффетт бросил школу, он был принят в Колледж Белойта, а в 17 лет его пригласили в поездку по сбору коллекций в Коста-Рику. Прочитав книгу «The Insect Societies» он написал автору профессору Эдварду Уилсону до того, как он встретил его и продолжил исследования под его руководством. В 1989 году под руководством Уилсона Моффетт получил докторскую степень Ph.D. по биологии в Гарвардского университета. Моффетт — научный сотрудник отдела энтомологии Национальном музее естественной истории Смитсоновского института в Вашингтоне.

## Награды и достижения
Моффетт был стипендиатом Йельского университета в области журналистики (Poynter Fellow), получил премию Боудуина Bowdoin Prize от Гарвардского университета, медаль Лоуэлла Томаса (Lowell Thomas Medal) от Клуба исследователей в 2006 году, Национальную книжную премию National Outdoor Book Award в 2010 году, наградe PROSE Award за «Профессиональное и научное превосходство» (Professional and Scholarly Excellence) от Ассоциации американских издателей Association of American Publishers в 2010 году и награды за его фотографии от World Press Photo Foundation и Pictures of the Year International.
В 2009 году выставка Farmers Warriors, Builders: the Hidden Life on Ants («Фермеры, Воины, Строители: скрытая жизнь муравьёв») прошла в Национальном музее естественной истории в Смитсоновском институте, содержала 40 фотографий, сделанных Моффеттом. Он является лектором Национального географического общества и выступал на Всемирном научном фестивале в 2013 году. Моффетт несколько раз выступал в телепрограммах Поздней ночью с Конаном О’Брайеном и The Colbert Report. Он также давал интервью в таких радиопрограммах, как National Geographic’s Weekend Edition, «Fresh Air» и другие программы NPR, West Coast Live!, Voice of America, CBS Sunday Morning и Living on Earth.

### Эпонимия
Несколько видов животных были названы в честь Моффетта.
- Вид муравьёв Pheidole moffetti из Французской Гвианы был назван в его честь Эдвардом О. Уилсоном в 2003 году[24].
- Вид Myrmoteras moffetti из Индии был описан в 2014 году (Bharti & Akbar, 2014) и также назван в честь Моффетта[25]
- Вид лягушек Anomaloglossus moffetti Barrio-Amorós & Brewer-Carías, 2008 (Aromobatidae)[26]

## Основные труды

### Книги
- Moffett Mark W. The High Frontier: Exploring the Tropical Rainforest Canopy (англ.). — Harvard University Press, 1994. — 192 p. — ISBN 9780674390386.
- Moffett Mark W. Face to Face with Frogs (англ.). — National Geographic Society, 2008. — ISBN 978-1426302053.
- Moffett Mark W. Adventures Among Ants (англ.). — University of California Press, 2010. — 280 p. — ISBN 978-0520261990.
- Moffett Mark W. The human swarm: how our societies arise, thrive, and fall (англ.). — 2019. — 468 p. — ISBN 9780465055685.

### Статьи о муравьях
- Moffett, M.W. 1984. Swarm raiding in a myrmicine ant. Naturwissenschaften 71: 588—589. 1984.
- Moffett, M.W. 1985a. Behavioral notes on the asiatic harvesting ants Acanthomyrmex notabilis and A. ferox. Psyche 92: 165—180.
- Moffett, M.W. 1985b. Revision of the genus Myrmoteras (Hymenoptera: Formicidae). Bulletin of the Museum of Comparative Zoology. 151:1-53.
- Moffett, M.W. 1986a. Observations on Lophomyrmex ants from Kalimantan, Java and Malaysia. Malayan Nature Journal 39: 207—211.
- Moffett, M.W. 1986b. Trap-jaw predation and other observations on two species of Myrmoteras. Insectes Sociaux 33: 85-99.
- Moffett, M.W. 1986c. Revision of the myrmicine genus Acanthomyrmex (Hymenoptera: Formicidae). Bulletin of the Museum of Comparative Zoology 151: 55-89.
- Moffett, M.W. 1986d. Notes on the behavior of the dimorphic ant Oligomyrmex overbecki. Psyche 93: 107—116.
- Moffett, M. W. 1986e. Evidence of workers serving as queens in the genus Diacamma (Hymenoptera: Formicidae). Psyche (Cambridge) 93:151-152.
- Moffett, M.W. 1987. Behavior of the group-predatory ant Proatta butteli: an Old World relative of the attine ants. Insectes Sociaux 33 (1986): 444—457.